# Aeroportul Stockholm-Arlanda
Aeroportul Stockholm-Arlanda este cel mai mare aeroport din Suedia. Este situat în comuna municipală Sigtuna, lângă orașul Märsta, deservind orașele Stockholm (capitala Suediei) și Uppsala, Stockholm fiind la aproximativ 40 km de aeroport. Este unul din cele patru aeroporturi ale Stockholmului (alături de Aeroportul Stockholm-Bromma, Aeroportul Stockholm-Skavsta și Aeroportul Stockholm-Västerås. Cu un trafic de peste 17 milioane de pasageri pe an, este al treilea aeroport atât al Scandinaviei cât și al Norden (grupul țărilor nordice). Este al treilea (ca mărime) din huburile Scandinavian Airline System, hubul principal pentru Skyways Express și un focus city pentru Norwegian Air Shuttle. 

## Terminale
Aeroportul a fost inaugurat în 1962, deși era utilizat încă din 1960. A fost construit pentru că aeroportul existent (Bromma) avea o pistă mult prea scurtă pentru zboruri trans-continentale și, din cauza lipsei de spațiu, nu putea fi extins. Primul terminal a fost terminalul 5, care a rămas și unicul până în 1983, când i s-a adăugat actualul terminal 4. În 1990, s-au construit încă două terminale, actualele terminale 2 și 3 pentru zboruri interne. Terminalul 1 nu există, pe locul propus pentru construcția acestuia s-a construit o pistă de aterizare. Astăzi, terminalul principal pentru zboruri internaționale rămâne Terminalul 5 (Arlanda Norra), iar terminalul principal pentru zboruri interne este Terminalul 4 (Arlanda Södra). Terminalul 2 servește pentru zboruri low cost, curse charter și ca suplimentare a terminalului 5, iar terminalul 3 este exclusiv folosit pentru zboruri regionale. Între terminalul 4 și 5 se găsește un complex comercial numit Sky City.

## Facilități
Aeroportul beneficiază de 64 de porți de îmbarcare din care 55 dotate cu jet bridge, 5 hangare, 5 zone cargo, 3 piste și 2 gări. În cadrul aeroportului funcționează 9 hoteluri, 35 de magazine (atât duty-free cât și în regim normal), 2 bănci și 4 birouri de schimb valutar, bancomate, farmacie, capelă religioasă, 49 de săli de conferințe și convenții, 5 saloane pentru liniile aeriene, plus spații dedicate pentru așteptat. 
Terminalele 4 și 5 sunt dotate cu acces Internet wireless, asigurat de aeroport, care este însă contra-cost (la tarife de 15-20 kr / oră în funcție de modul de achitare a serviciului). În terminalele 2,4 și 5, ca și în Sky City, se găsesc puncte de acces Internet, la tariful de 19 kr / oră.
Aeroportul este dotat cu ILS, și este unul din puținele aeroporturi europene capabile să permită aterizarea în caz de urgență a navetei spațiale americane.

## Transport
Se asigură transport atât înspre Stockholm cât și înspre Uppsala. Spre Stockholm, cel mai rapid mod de călătorie este cu Arlanda Express, un tren de mare viteză (210 km/h), care ajunge în Gara Centrală în 20 minute și circulă de 3-4 ori pe oră. Arlanda Express oprește în cele două gari speciale (Arlanda Nord și Arlanda Sud) situate sub terminalele 3/4 respectiv 5. Costul biletului este de 240 kr pentru un adult, și 120 pentru studenți, tineri sub 25 de ani și pensionari. Tot spre Stockholm există și autobuzele Flygbussarna, care ajung în Cityterminalen în 45-55 minute, și costă 100 kr. Înspre Uppsala și Gävle există Upptåget, un tren care ajunge în Uppsala în 19 minute, și costă 130 kr (175 până la Gävle). Tot spre Uppsala există și autobuze locale oferite de compania de transport public a regiunii, la un preț de 100 kr. Spre Märsta, se poate lua autobuzul local SL (25 kr). Aeroportul este servit și de trenuri de lungă distanță, dar nu este permisă călătoria Stockholm-Arlanda cu acestea, iar pentru călătoria din alte direcții se adaugă o suprataxă de aproximativ 60 kr. În plus, se poate apela și la serviciile companiilor de taxi, care sunt obligate să ofere un preț fix la și de la aeroport spre orice destinație din Stockholm și/sau Uppsala (prețul fix diferă însă între companii - de la 350 kr până la 650 kr, pentru maxim 4 pasageri). Există autobuze directe spre aeroportul Stockholm-Bromma, dar nu și spre celelalte două aeroporturi ale orașului.

## Linii aeriene și orașe servite

### Terminalul 2 (Internațional)
- British Airways (Londra-Heathrow)
- Finnair (Boston [sezonier], Helsinki)
- FlyNordic (Bergen [sezonier], Copenhaga, Dublin [sezonier], Grenoble [sezonier], Oslo, Praga, Tallinn [sezonier], Toulon [sezonier])
- Germanwings (Berlin-Schönefeld, Köln/Bonn)
- Iberia (Madrid)
- Iceland Express (Reykjavík)
- Norwegian Air Shuttle (Cracovia, Oslo, Paris-Orly, Varșovia)
- TAP Portugal (Copenhaga, Lisabona)
- TUIfly (Hanovra, Stuttgart)

### Terminal 3 (Regional)
- Nextjet (Hagfors, Mora, Örebro, Sveg, Torsby)
- Skyways Express (Arvidsjaur, Halmstad, Hemavan, Jönköping, Karlstad, Kristianstad, Lycksele, Skellefteå, Trollhättan, Visby)
- Skyways Express prin Direktflyg (Borlänge, Oskarshamn, Linköping)

### Terminal 4 (Interne)

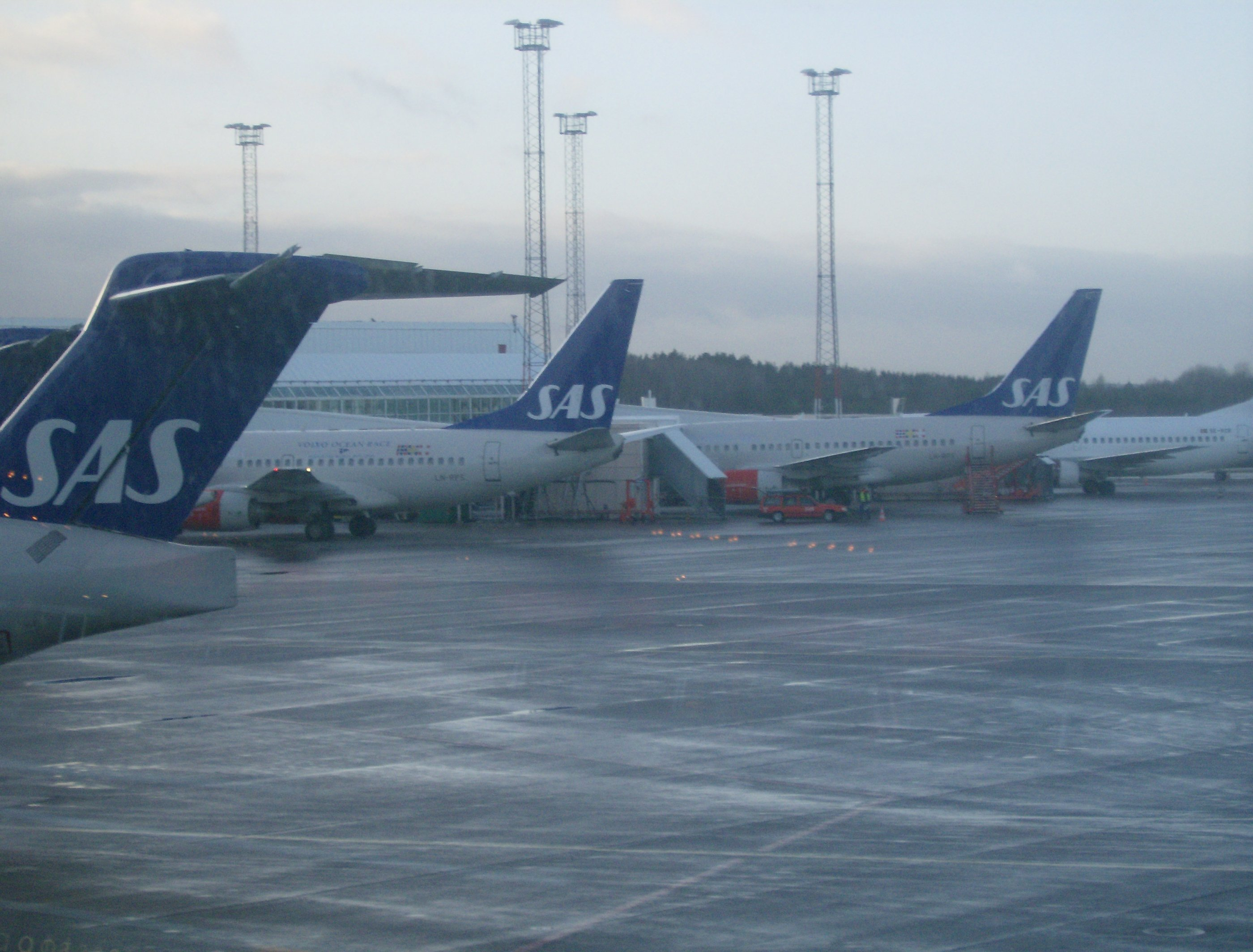
Arlanda, Terminalul 4, cu trei avioane SAS la porți

- FlyNordic (Östersund, Gothenburg-Landvetter, Kiruna, Luleå, Umeå)
- Nordic Regional (Gällivare, Kramfors-Sollefteå)
- Scandinavian Airlines System (Ängelholm, Östersund, Gothenburg-Landvetter, Kalmar, Kiruna, Luleå, Malmö, Örnsköldsvik, Ronneby, Skellefteå, Sundsvall, Umeå, Växjö)

### Terminal 5 (International)
- Aeroflot (Moscova-Sheremetyevo)
- Air Åland (Mariehamn)
- AirBaltic (Riga, Vilnius)
- Air China (Beijing)

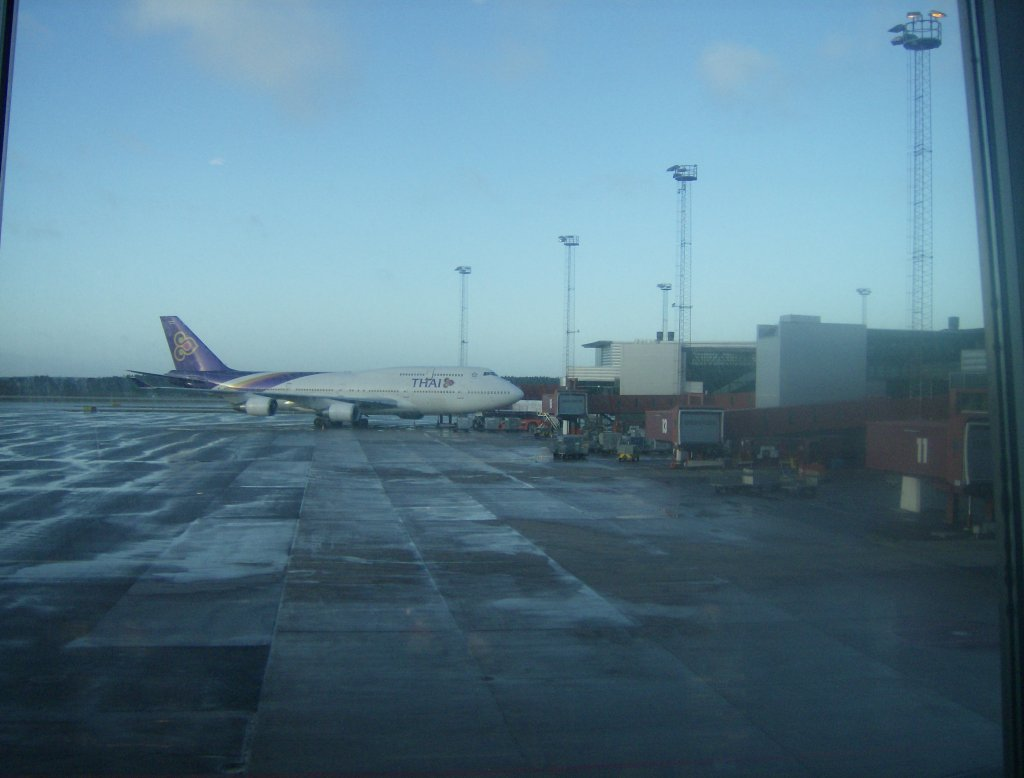
Arlanda, Terminalul 5, un avion Thai International

- Air France (Paris-Charles de Gaulle)
- Air Malta (Malta)
- Alitalia (Milano-Malpensa, Roma-Fiumicino)
- Arkia Israel Airlines (Tel Aviv)
- Austrian Airlines (Viena) și subsidiarul Austrian Arrows (Viena, în alternanță, și Innsbruck [Sezonier])
- Belavia (Minsk)
- Bulgaria Air (Sofia)
- Cimber Air (Billund)
- Czech Airlines (Praga)
- Ethiopian Airlines (Addis Ababa, Roma-Fiumicino)
- Icelandair (Reykjavík-Keflavík)
- Iran Air (Teheran-Mehrabad)
- Israir (Tel Aviv)
- KLM Royal Dutch Airlines (Amsterdam)
- LOT Polish Airlines (Warsaw)
- Lufthansa (Düsseldorf, Hamburg, Frankfurt, Munchen)
- Malaysia Airlines (Kuala Lumpur, New York-Newark)
- Rossiya (St. Petersburg)
- Scandinavian Airlines System (Amsterdam, Atena [sezonier], Bangkok-Suvarnabhumi (din 27 octombrie 2007), Barcelona (din 25 octombrie 2007], Beijing, Bergen, Berlin-Tegel, Bristol [sezonier], Brussels, Budapest, Chicago-O'Hare, Copenhaga, Dublin, Düsseldorf, Edinburgh [sezonier], Frankfurt, Geneva, Glasgow-International [sezonier], Hamburg, Helsinki, Istanbul-Atatürk, Londra-Heathrow, Malaga, Manchester, Milano-Linate, Moscova-Sheremetyevo, Munchen, Newark, Nisa, Oslo, Palma de Mallorca, Paris-Charles de Gaulle, Praga, Reykjavík-Keflavík, Riga, Roma-Fiumicino, St. Petersburg, Split, Stuttgart, Tallinn, Trondheim, Vienna, Zürich). În plus, SAS asigură zboruri spre Londra-City prin Transwede Airways.
- Skyways Express (Kuressare [sezonier], Luxembourg [din 10 septembrie 2007])
- Swiss International Air Lines (Zürich)
- Syrian Arab Airlines (Aleppo, Damasc)
- Thai Airways International (Bangkok-Suvarnabhumi)
- Turkish Airlines (Ankara (sezonier), Antalya, Istanbul-Atatürk, Konya [sezonier])
- Viking Airlines (Atena, Suleimanya)